# 洪性志
洪 性志（ホン・ソンジ、홍성지、きょう せいし、1987年8月7日 - ）は、韓国の囲碁棋士。京畿道城南市出身、韓国棋院所属、金原七段門下、九段。物価情報杯プロ棋戦優勝、三星火災杯世界オープン戦 ベスト16など。

## 経歴
2001年入段。2004年SKガス杯新鋭プロ十傑戦10位、電子ランド杯王中王戦青龍部準優勝。2005年四段、圓益杯十段戦ベスト8。2006年王位戦ベスト4、電子ランド杯王中王戦青龍部優勝、五段、韓国囲碁リーグ出場。2007年三星火災杯に韓国代表として出場しベスト16。2008年六段、物価情報杯で決勝で李世乭を2-1で破り棋戦初優勝、規定により七段昇段。同年第1回ワールドマインドスポーツゲームズペア戦に金恩善とのペアで韓国代表として出場しベスト8。
2009年、名人戦リーグを勝ち抜き、挑戦者決定トーナメント出場。2010年八段。2012年BCカード杯ベスト32。2013年九段、LG杯ベスト32、国手戦ベスト4。2015年名人戦ベスト4、マキシムコーヒー杯準優勝。
韓国棋士ランキングでは2007年14位。中国リーグでは2009年乙級リーグに北京聶道場チーム、2011年甲級リーグ平煤神馬チーム（3-7）で出場。

### タイトル歴
- 物価情報杯プロ棋戦 2008年（2-1 李世乭）

### その他の棋歴
国際棋戦
- 三星火災杯世界オープン戦 ベスト16 2007年第12回（○白洪淅、×胡耀宇）
- ワールドマインドスポーツゲームズ 2008年 ベスト8（金恩善とペア）（○王香茹・劉立荣、×謝依旻・周俊勲）

国内棋戦
- SKガス杯新鋭プロ十傑戦 10位 2004年
- 電子ランド杯王中王戦 青龍部優勝 2006年、準優勝 2004年
- マキシムコーヒー杯入神連勝最強戦 準優勝 2015年
- 韓国囲碁リーグ
  - 2006年（毎日乳業）5-8
  - 2007年（ソウル新星建設）8-5
  - 2008年（ハンゲーム）8-6
  - 2009年（ハンゲーム）6-6
  - 2010年（KiXX）8-8
  - 2011年（KiXX）7-7
  - 2012年（ポスコLED）13-5
  - 2013年（正官庄）8-6（プレーオフ1-1）